# Freiberger Mulde
Die Freiberger Mulde, auch Östliche Mulde, nach der Quelle zunächst Moldavský potok (Moldauer Bach), ist der rechte, 124 km lange Quellfluss der Mulde, dessen Einzugsgebiet von 2.981 km² in Tschechien und Deutschland (mittleres Sachsen) liegt. Sie ist mit einer Wasserführung von 35,3 m³/s größer als der andere Quellfluss, die Zwickauer Mulde (oder auch Westliche Mulde) mit einer Wasserführung von etwa 26,4 m³/s, die jedoch der längere Quellfluss ist.

## Verlauf

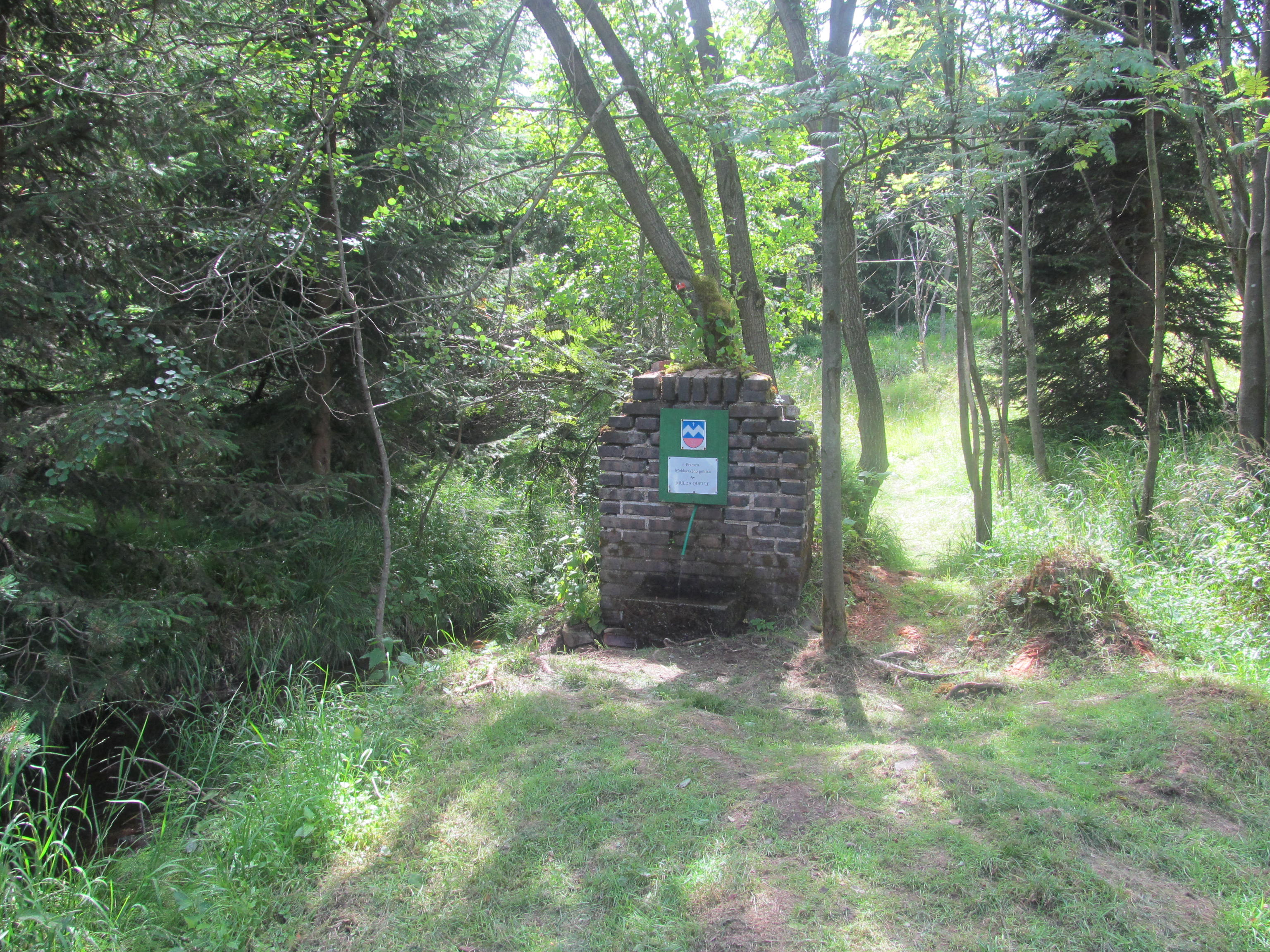
Mulde-Quelle

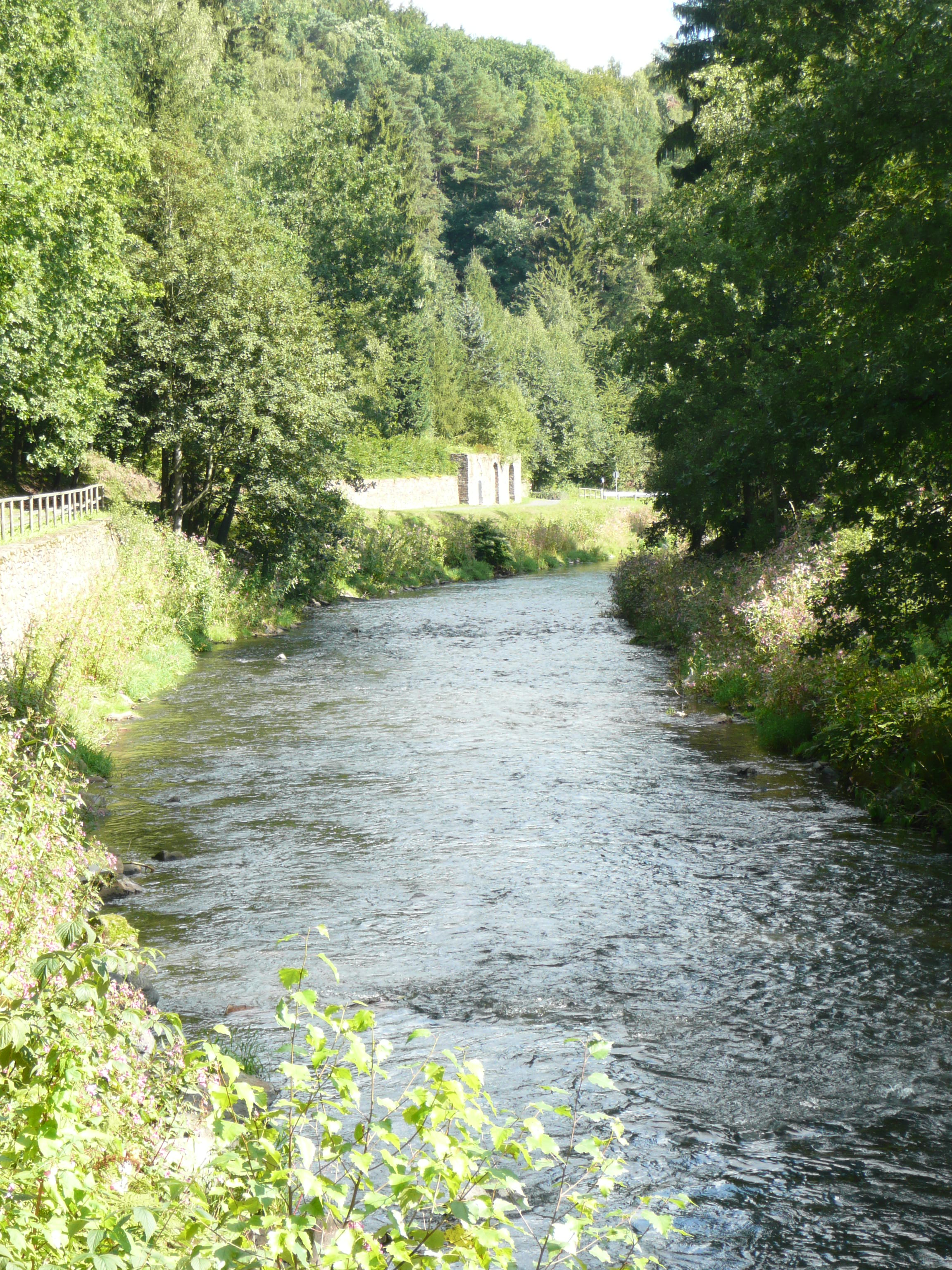
Freiberger Mulde bei Großvoigtsberg

Die Freiberger Mulde entspringt in Tschechien auf dem Hauptkamm des Osterzgebirges zwei Kilometer südöstlich von Moldava (Moldau) als Moldavský potok (Moldauer Bach) in einer Höhenlage von 850 m ü. NN zwischen den Bergkuppen Sklařský vrch (Glaser-Berg) und Oldřišský vrch (Walter-Berg). Die Quelle ist nur 2,5 Kilometer von der Quelle der Wilden Weißeritz entfernt und nur einen Kilometer vom Quellgebiet der Flöha. 
In westlicher Richtung fließend erreicht sie nach etwa fünf Kilometern deutsches Gebiet und bildet ein kurzes Stück die tschechisch-deutsche Grenze. Holzhau, der erste deutsche Ort am Fluss, liegt in einer Höhe von ca. 600 m ü. NN, Rechenberg-Bienenmühle in einer Höhe von ca. 545 m ü. NN. Das Tal ist um 150 bis 200 m gegenüber den umliegenden Höhen eingetieft und wendet sich zunächst allmählich nach Nordwesten und dann fast genau nordwärts. In Mulda münden von links der Chemnitzbach und der Zethaubach, in Lichtenberg von rechts die Gimmlitz. Das Tal ist im weiteren Verlauf steil und eng; zwischen Freiberg und Halsbrücke ist es immer noch fast 100 m in die Hochfläche des nach Norden allmählich abfallenden Erzgebirges eingetieft. In der alten erzgebirgischen Bergbaulandschaft um Freiberg beheimatet das Mulde-Tal zahlreiche Kulturdenkmale, insbesondere technischen Charakters. Die steilen Hänge sind fast vollständig von naturnahem Mischwald besetzt. Nachdem die Mulde Weißenborn, Muldenhütten und Hilbersdorf passiert hat, erreicht sie ihre Beinamensgeberin Freiberg. 

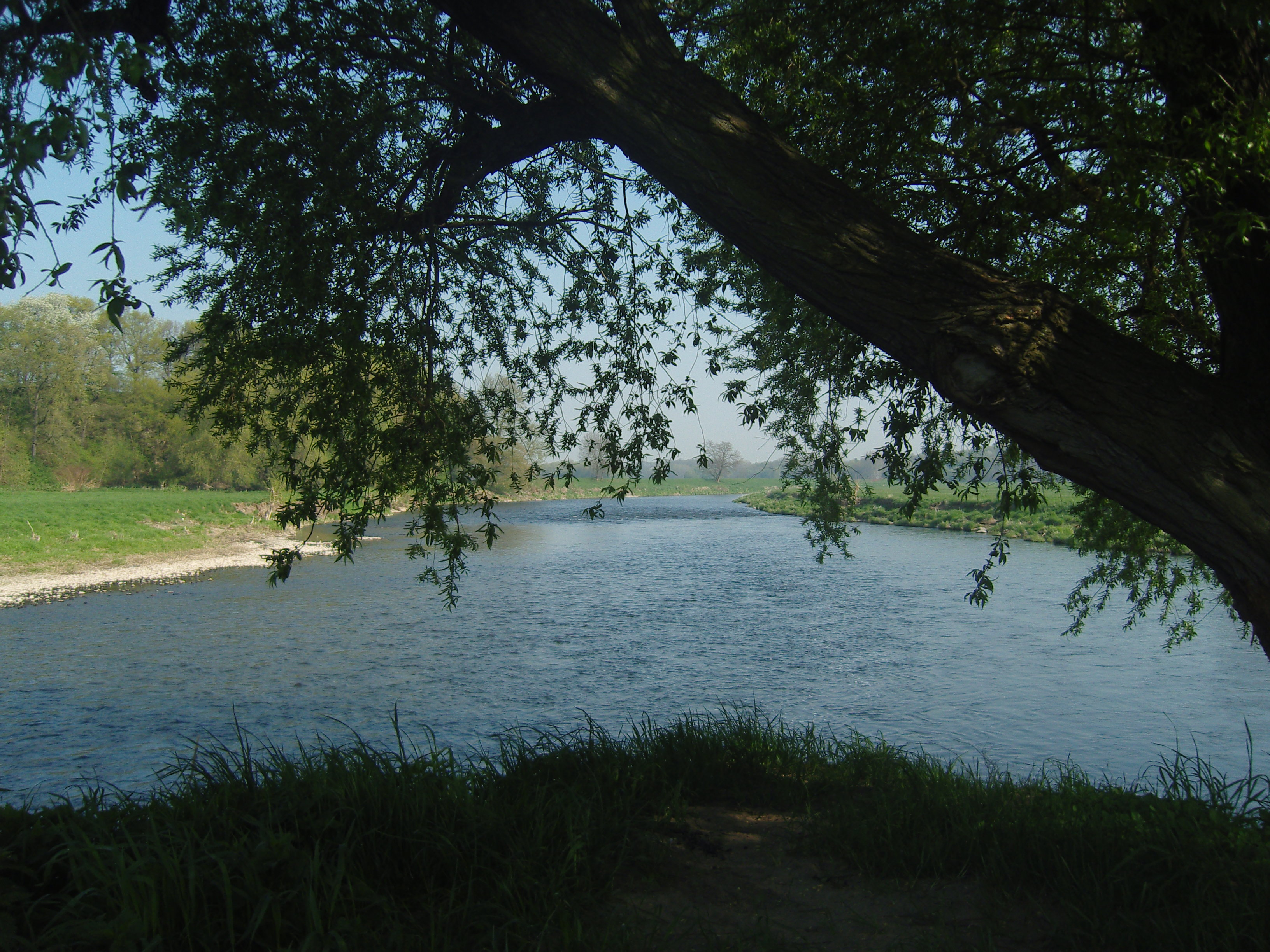
Zusammenfluss bei Sermuth

Unterhalb von Freiberg und Halsbrücke erreichen von links zunächst der Münzbach und bei Großschirma der Kleinwaltersdorfer Bach das Gewässer. Von rechts mündet dann südöstlich von Siebenlehn die Bobritzsch. Nach der scharfen Biegung westwärts bei Nossen und dem Zufluss des Pitzschebachs aus dem Zellwald durchfließt die Mulde Roßwein und nimmt als ersten großen Nebenfluss die von links kommende Striegis auf.
Unterhalb von Döbeln, beim Stadtteil Schweta, mündet ihr größter, sie an Wasserführung um mehr als das Doppelte übertreffender Nebenfluss ein, die Zschopau. Der nun stattliche Fluss passiert Leisnig und vereinigt sich im Colditzer Ortsteil Sermuth mit der Zwickauer Mulde zur Vereinigten Mulde.

## Sonstiges

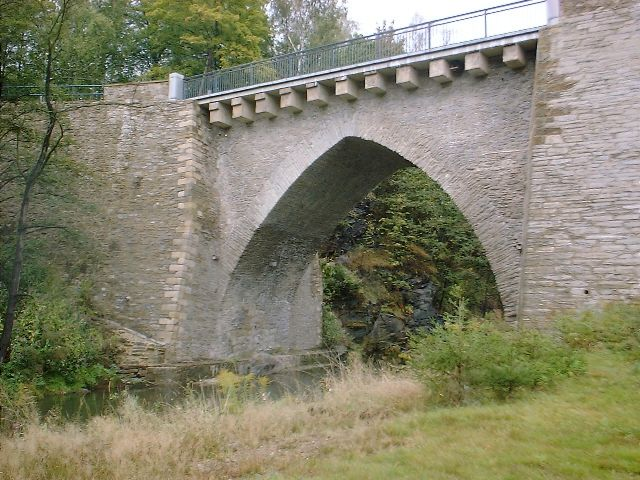
Hammerbrücke

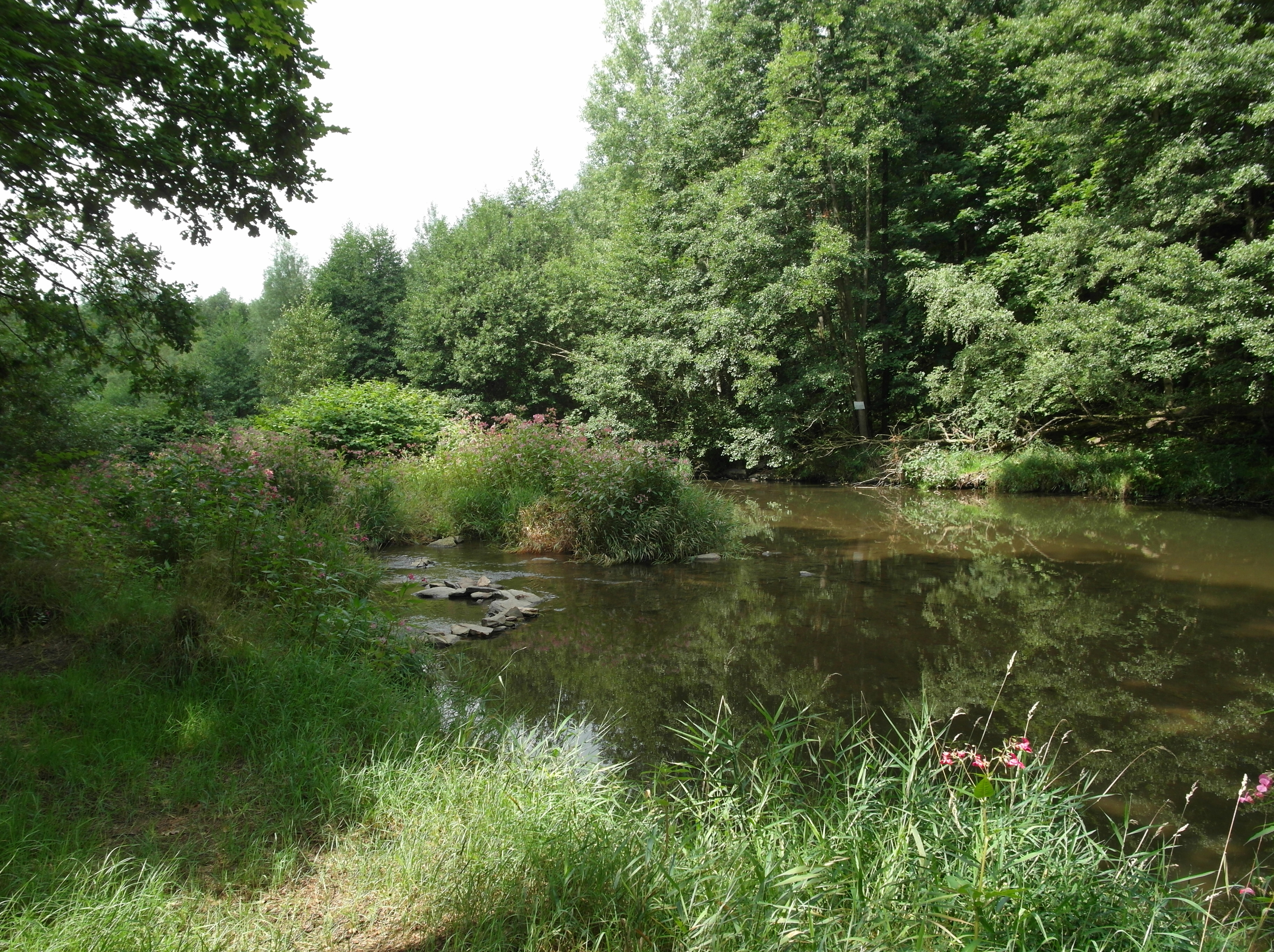
Freiberger Mulde bei Neuhilbersdorf

Es gibt geologische Hinweise, dass das untere Tal der Freiberger Mulde einen früheren Verlauf der heutigen Elbe nachzeichnet, den sie entlang des Eisrandes während älterer Eiszeiten einnahm.
Mit der Hammerbrücke, der Alten Conradsdorfer Brücke und der Altväterbrücke befinden sich an der Freiberger Mulde kulturhistorisch bemerkenswerte Überführungsbauwerke aus dem 16. Jahrhundert.
Entlang des Flusslaufes führt die Teilroute Freiberger Mulde des Mulderadwegs.